# Lööme mesti
Singles de Metsatöll
Küü
(2011) Tõrrede kõhtudes
(2014)
Pistes de Karjajuht
Külmking
(1) See on see maa
(3)
Lööme mesti (français : Ensemble) est un single du groupe de Folk metal estonien Metsatöll, sorti le 23 décembre 2013.

## Liste des titres
Toutes les paroles sont écrites par Metsatöll, toute la musique est composée par Metsatöll.
| Disque | Disque      | Disque | Disque | Disque | Disque | Disque | Disque | Disque | Disque |
| No     | Titre       | Durée  |        |        |        |        |        |        |        |
| ------ | ----------- | ------ | ------ | ------ | ------ | ------ | ------ | ------ | ------ |
| 1.     | Lööme mesti | 3:51   |        |        |        |        |        |        |        |
| 3:51   |             |        |        |        |        |        |        |        |        |